# 仁科三湖

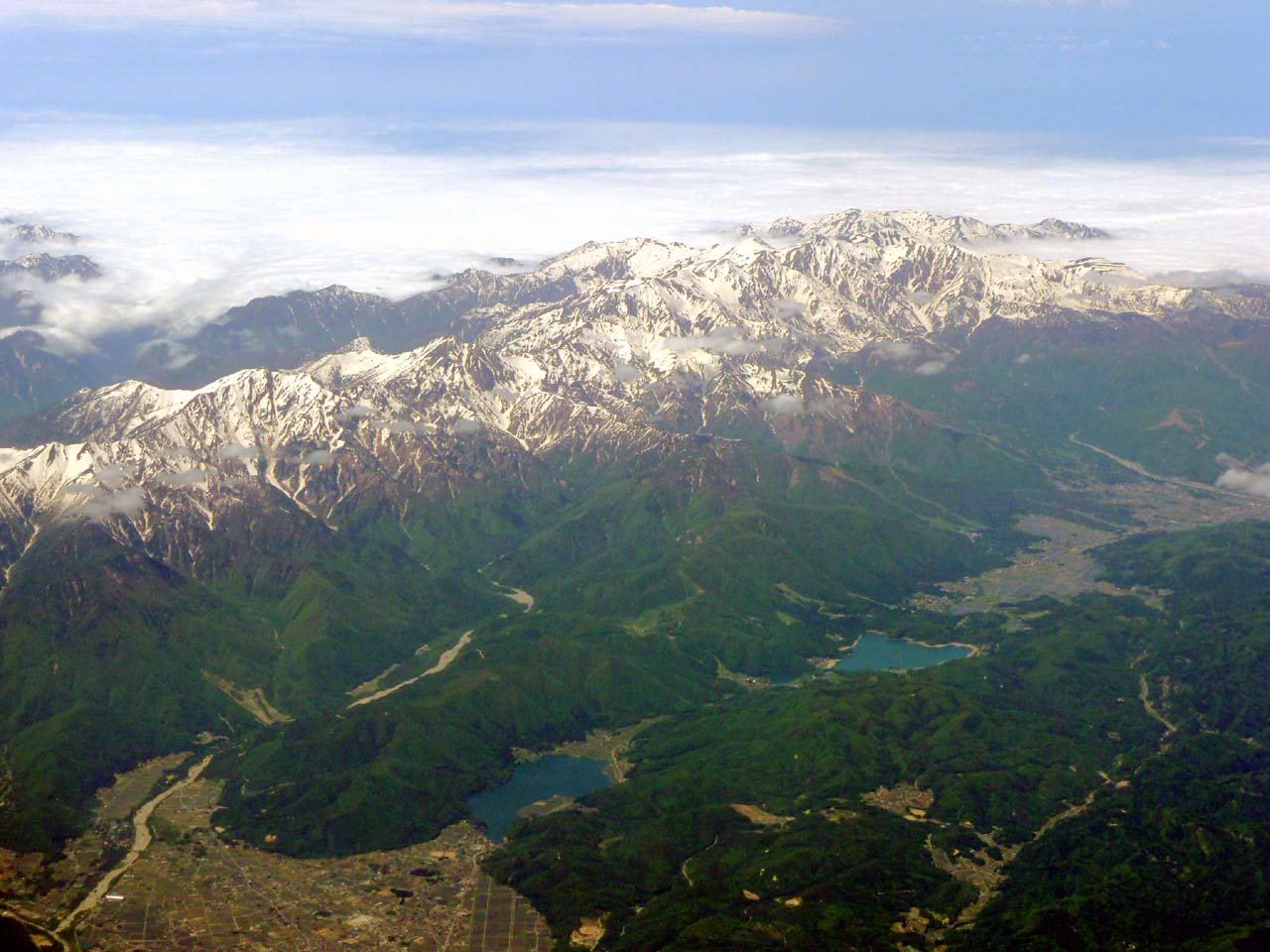
仁科三湖と後立山連峰

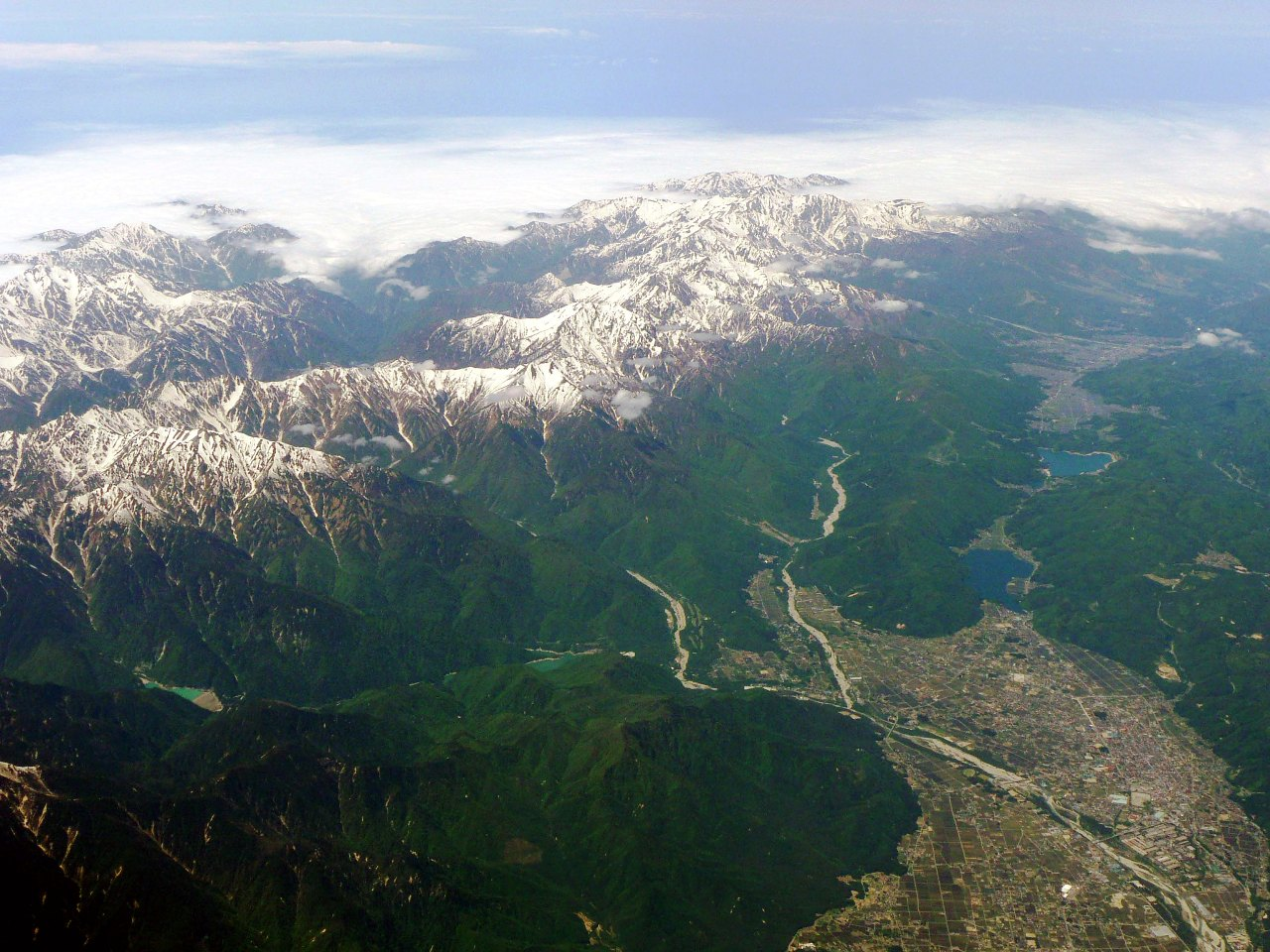
大町市街そばを流れる高瀬川と後立山連峰及び仁科三湖

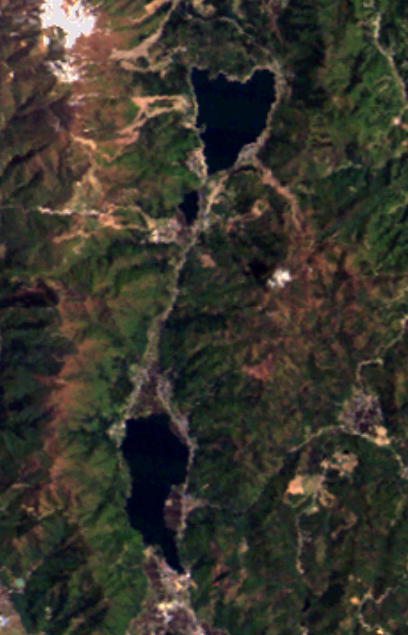
仁科三湖の全景（衛星画像）

仁科三湖（にしなさんこ）は、長野県大町市北部にある3つの湖の総称。北アルプス山麓で唯一の天然湖である。

## 概要
「仁科」という地名の語源に関しては、「仁」は赤茶けたローム土壌を、「科」は坂・段差のある地形を指すと考えられている（仁科に限らず信濃国（科野国）の北部には「科」の字が付く地名が非常に多い）。古くは湖から約10km南の仁科神明宮（伊勢神宮の分社）がある宮本とその近辺を指す地名であったとみられるが、伊勢神宮領仁科御厨の御厨司（荘官）である豪族仁科氏が勢力を拡大するにつれ、この地方一帯が仁科と呼ばれるようになった。
糸魚川静岡構造線上の構造湖群で北から順に以下の湖が存在する。
- 青木湖
- 中綱湖
- 木崎湖

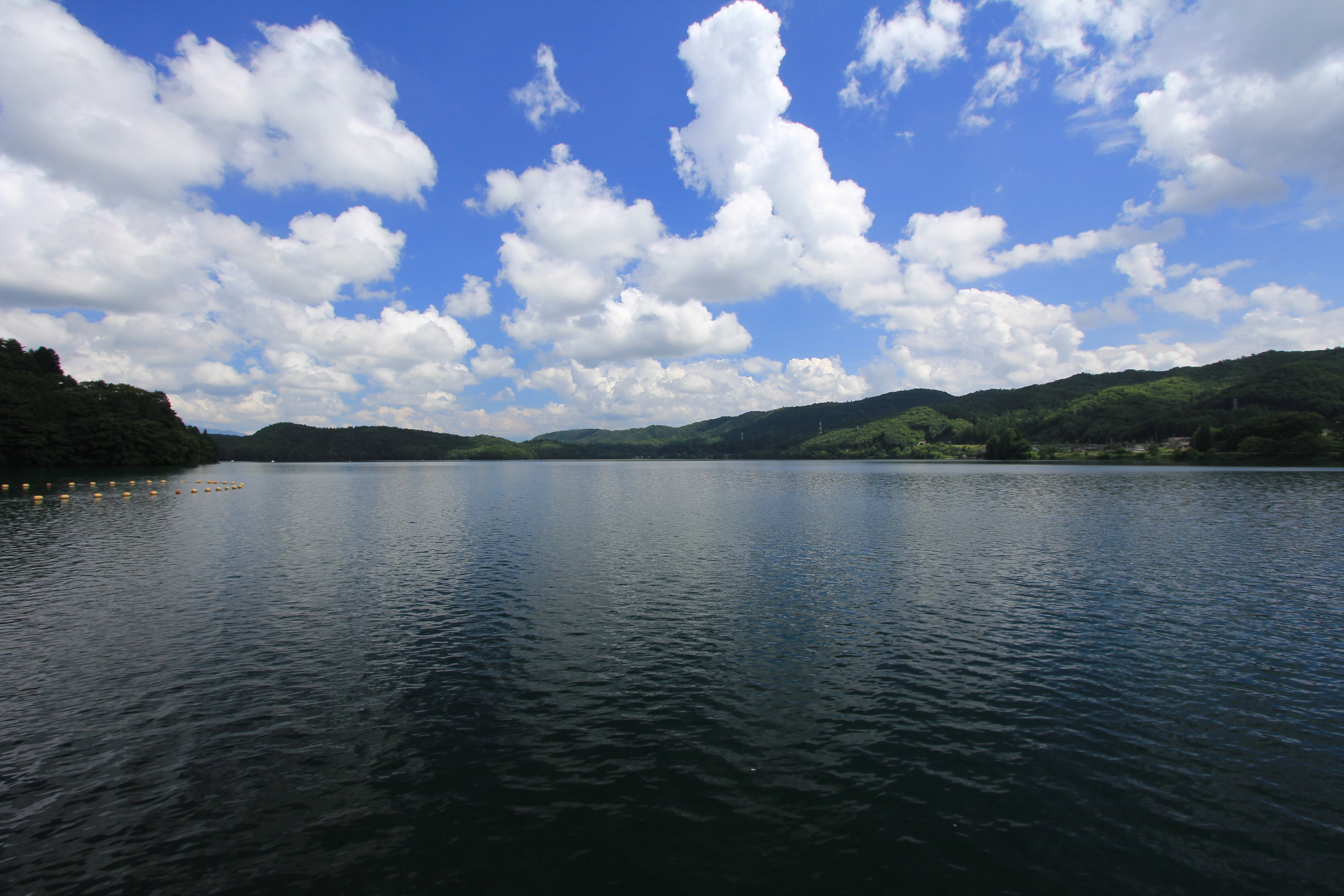
最北に位置する青木湖
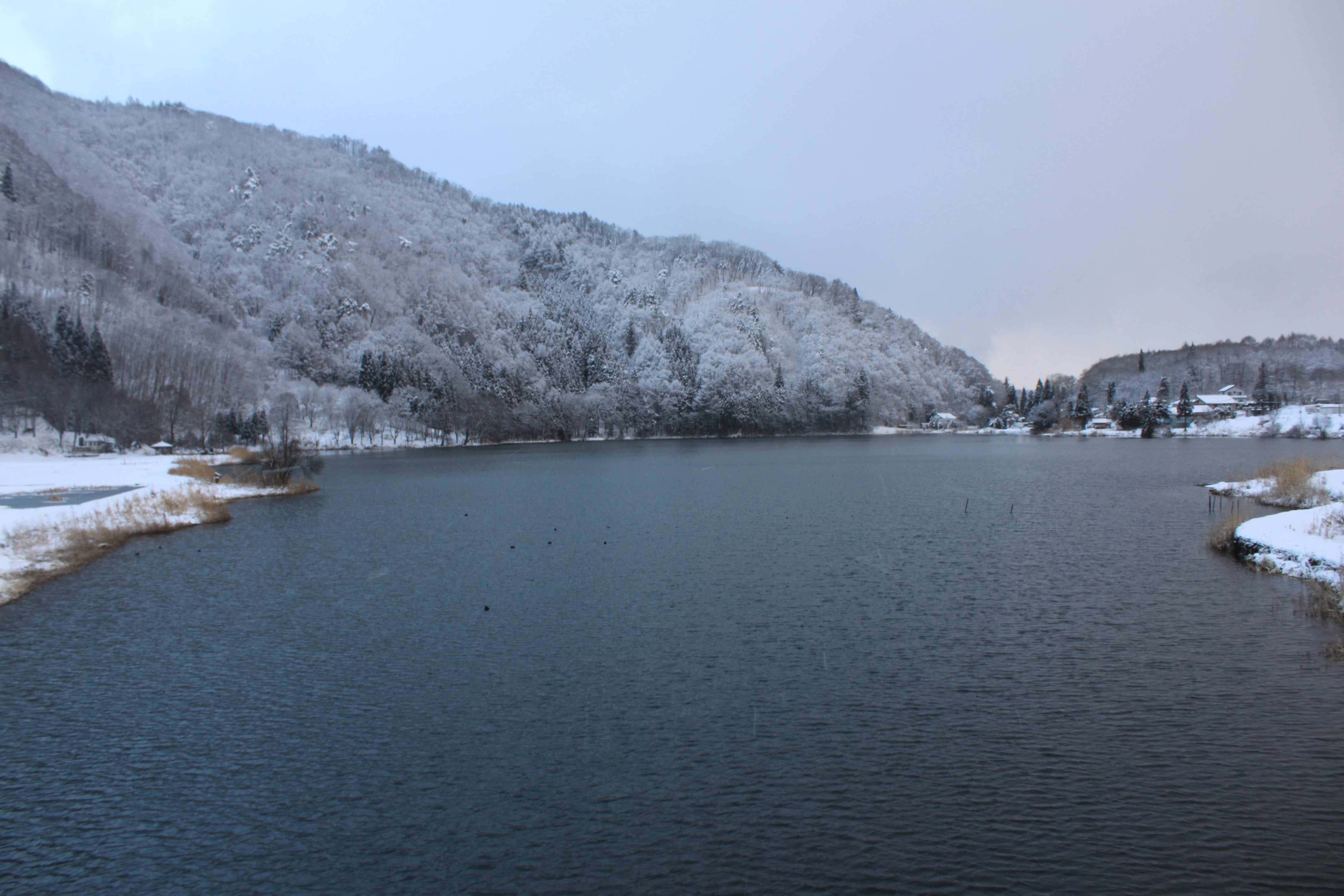
中間に位置する中綱湖
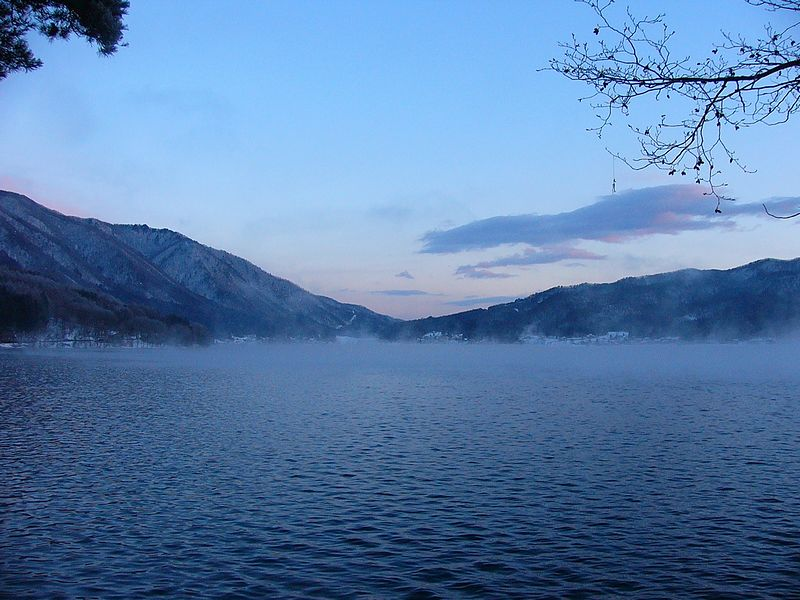
最南に位置する木崎湖

3つの湖は農具川で繋がっている（青木湖側が上流にあたる）。国道148号沿いにあり、夏はキャンプや釣り、冬はスキーで賑わうが、市街地からは外れている為に民家もそれほど多くはなく湖岸周辺まで水田が残されていたり全体的には観光開発からは逃れている。しかしながら近年は徐々に水質汚染が問題になっている。中綱湖はその小ささから、木崎湖は最も開発が進んでいる為に、その傾向が顕著である。